# Чхве Гю Чін
Чхве Гю Чін (кор. 최 규진; нар. 28 червня 1985) —  південнокорейський борець греко-римського стилю, дворазовий срібний призер чемпіонатів світу, дворазовий чемпіон Азії, учасник Олімпійських ігор.

## Життєпис
Боротьбою почав займатися з 1998 року. 

## Спортивні результати на міжнародних змаганнях

### Виступи на Олімпіадах
| Змагання                    | Збірна         | Вагова категорія                 | Місце |
| --------------------------- | -------------- | -------------------------------- | ----- |
| Літні Олімпійські ігри 2012 | Південна Корея | греко-римська боротьба, до 55 кг | 5     |

### Виступи на Чемпіонатах світу
| Змагання                        | Збірна         | Вагова категорія                 | Місце  |
| ------------------------------- | -------------- | -------------------------------- | ------ |
| Чемпіонат світу з боротьби 2009 | Південна Корея | греко-римська боротьба, до 55 кг | 7      |
| Чемпіонат світу з боротьби 2010 | Південна Корея | греко-римська боротьба, до 55 кг | Срібло |
| Чемпіонат світу з боротьби 2011 | Південна Корея | греко-римська боротьба, до 55 кг | 7      |
| Чемпіонат світу з боротьби 2013 | Південна Корея | греко-римська боротьба, до 55 кг | Срібло |

### Виступи на Чемпіонатах Азії
| Змагання                       | Збірна         | Вагова категорія                 | Місце  |
| ------------------------------ | -------------- | -------------------------------- | ------ |
| Чемпіонат Азії з боротьби 2009 | Південна Корея | греко-римська боротьба, до 55 кг | 10     |
| Чемпіонат Азії з боротьби 2010 | Південна Корея | греко-римська боротьба, до 55 кг | Золото |
| Чемпіонат Азії з боротьби 2013 | Південна Корея | греко-римська боротьба, до 55 кг | Золото |
| Чемпіонат Азії з боротьби 2014 | Південна Корея | греко-римська боротьба, до 59 кг | 7      |

### Виступи на Азійських іграх
| Змагання           | Збірна         | Вагова категорія                 | Місце |
| ------------------ | -------------- | -------------------------------- | ----- |
| Азійські ігри 2010 | Південна Корея | греко-римська боротьба, до 55 кг | 10    |

### Виступи на Кубках світу
| Змагання                    | Збірна         | Вагова категорія                 | Місце  |
| --------------------------- | -------------- | -------------------------------- | ------ |
| Кубок світу з боротьби 2011 | Південна Корея | греко-римська боротьба, до 55 кг | Бронза |

### Виступи на інших змаганнях
| Змагання                                                      | Збірна         | Вагова категорія                 | Місце  |
| ------------------------------------------------------------- | -------------- | -------------------------------- | ------ |
| Чемпіонат світу з боротьби серед військовослужбовців 2008     | Південна Корея | греко-римська боротьба, до 55 кг | Срібло |
| Міжнародний меморіал Дейва Шульца 2010                        | Південна Корея | греко-римська боротьба, до 55 кг | Срібло |
| Кубок Президента Казахстану з боротьби 2011                   | Південна Корея | греко-римська боротьба, до 55 кг | Золото |
| Тестовий турнір FILA 2011                                     | Південна Корея | греко-римська боротьба, до 55 кг | Золото |
| Олімпійський кваліфікаційний турнір з боротьби 2012 (Тайюань) | Південна Корея | греко-римська боротьба, до 55 кг | Золото |